# Салмин, Вадим Викторович
Вадим Викторович Салмин ( 2 ноября 1944, г. Куйбышев) — ученый в области динамики и управления движением летательных аппаратов, доктор технических наук, директор НИИ космического машиностроения, профессор кафедры космического машиностроения имени Генерального конструктора Д.И. Козлова, заслуженный деятель науки Российской Федерации,  действительный член Российской инженерной академии, Академии навигации и управления движением, Российской академии космонавтики имени К.Э. Циолковского, Европейского научного общества.

## Биография

### Ранние годы
Родился в Куйбышеве в 1944 году.
В1962 году поступил в Куйбышевский авиационный институт (КуАИ) на факультете "Самолетостроение", который окончил с отличием.
Первая запись в трудовой книжке: "принят учеником фрезеровщика на завод "Прогресс". Через год получил 2-й разряд токаря.
2-м курсе пришел в студенческое конструкторское бюро, которым руководил инженер Юрий Петрович Журихин. Студенту было поручено заниматься аэродинамическими расчетами для проектируемого легкого самолета рекордной дальности полета – "Импульс".
На 3-м курсе начал посещать студенческий научный семинар по динамике полета, который организовал декан факультета Виталий Михайлович Белоконов. Под его руководством была освоена современнейшая по тому времени ЭВМ "Урал-2", на которой Вадим вместе с товарищами рассчитывал для своего 4-го курса траектории ракеты-носителя для выведения на орбиту ИСЗ. Заведующий кафедрой профессор Леонид Иванович Кудряшов помог опубликовать в сборнике первую научную работу.
В 1968 году журнал Академии наук СССР опубликовал статью В. Салмина "Метод отыскания приближенно-оптимального управления космическими аппаратами с двигателями малой тяги".
Одновременно с учебой Вадим занимался спортом под руководством известного тренера Льва Лазаревича Зингера, входил в сборную команду КуАИ по легкой атлетике: тройной прыжок, прыжки в длину, бег на средние дистанции

### Научная и педагогическая деятельность
После окончания КуАИ  трудиться инженером недавно созданной кафедры динамики полета и систем управления, которую возглавил Дмитрий Ильич Козлов. Затем поступил в очную аспирантуру Московского авиационного института на кафедру профессора Ивана Васильевича Остаславского. Научное руководство молодым аспирантом осуществляли профессор Вадим Федорович Кротов и доктор технических наук Владимир Иосифович Гурман, крупные специалисты в области теории оптимального управления и механики космического полета. В 1972 году в МАИ защитил кандидатскую диссертацию.
С 1972 году начал педагогическую деятельность на кафедре динамики полета и систем управления КуАИ. Продолжал заниматься научной работой в области механики космического полета.
Являлся руководителем ряда научно-технических проектов перспективных космических аппаратов для исследования околоземного пространства и дальнего космоса. Руководимый им научный коллектив выполнил ряд НИОКР по заданиям ведущих предприятий ракетно-космической отрасли: РКЦ "ЦСКБ-Прогресс", РКК "Энергия", ЦНИИМАШ и др. Результаты научных разработок использовались при проектировании ряда космических аппаратов.
В 1990 году В. Салмин защитил докторскую диссертацию по специальности "Динамика, баллистика, управление движением летательных аппаратов", в 1992-м ему присвоено ученое звание "профессор".
Кроме научно-исследовательской работы В. Салмину пришлось заниматься другими, не менее важными делами: работал заместителем декана первого факультета, занимался общественной работой. В течение нескольких лет был секретарем партийной организации факультета.
В 1993-2006 гг. работал по совместительству директором Самарского научно-инновационного центра "Перспектива" при администрации Самарской области, занимался разработкой и координацией региональных научных и инновационных программ.
С 1995-го по 1997-й исполнял обязанности главного ученого секретаря Самарского научного центра Российской академии наук.
В 1999 года В.В. Салмин возглавил кафедру летательных аппаратов СГАУ. Избрание состоялось по рекомендации Д.И. Козлова.
При поддержке Д.И. Козлова кафедра наладила тесное сотрудничество с предприятием, к работе на кафедре были привлечены ведущие его сотрудники. Профессор В.В. Салмин приложил немало сил, чтобы в то трудное время сохранить производственную практику студентов на космодроме Байконур, которая до сих пор является одной из важных сторон деятельности кафедры и университета. Эта практика уникальна и она продолжается без перерывов вот уже 30 лет.
В 2003 году В.В. Салмин организовал НИИ системного проектирования СГАУ, в котором проводились научные исследования и опытно-конструкторские разработки по актуальным вопросам ракетно-космической техники.
Одним из самых значимых достижений в этот период было участие кафедры в создании группировки малых космических аппаратов (МКА) научного назначения "АИСТ". Аппараты серии "АИСТ" были созданы в кооперации с РКЦ "Прогресс". Успешные запуски двух малых космических аппаратов типа "АИСТ" на рабочие орбиты состоялись в апреле и декабре 2013 года. Они функционируют до сих пор.
В 2009 году В.В. Салмин организовал научно-образовательный центр СГАУ "Проектирование малых космических аппаратов".
В 2013 году на базе нескольких кафедр была создана новая кафедра космического машиностроения. Профессор В.В.Салмин был назначен заместителем заведующего кафедрой, которую по совместительству возглавил профессор А.Н. Кирилин - генеральный директор "РКЦ "Прогресс".
В 2013году при кафедре космического машиностроения был создан НИИ космического машиностроения, директором которого был назначен В.В.Салмин.
Значимым достижением в этот период, является участие кафедры и лично В.В.Салмина в проектных разработках МКА дистанционного зондирования Земли "АИСТ-2Д", который также был создан в кооперации с "РКЦ "Прогресс". "АИСТ-2Д" был запущен в 2016 году и успешно функционирует на орбите, его оптико-электронная аппаратура осуществила съемку более 30 миллионов квадратных километров поверхности Земли. При непосредственном участии Салмина В.В. спроектированы проектные схемы унифицированных платформ, на базе которых будут разрабатываться и создаваться малые космические аппараты различных классов (нано-, микро-, малые аппараты массой до 750 кг) с различными типами целевой аппаратуры.
В настоящее время В.В.Салмин исполняет обязанности заведующего кафедрой космического машиностроения.
Живет и работает в Самаре.

## Международная деятельность
Уделяет большое внимание международному сотрудничеству кафедры и университета в области науки и образования.
В 1991 - 1992 гг. работал в Китайской народной республике (КНР), участвовал в организации специальности "Ракетная и космическая техника" в Харбинском политехническом университете (ХПУ). В течение ряда лет приглашался в ХПУ для чтения лекций по дисциплине "Основы проектирования КА".

## Участие в общественных академиях
Является членом многих российских и зарубежных общественных академий:
С 1995 г. является действительным членом Академии Космонавтики имени К.Э. Циолковского;
в 2008 г. избран действительным членом Академии навигации и управления движением;
в 2009 г. избран действительным членом Российской инженерной академии.
С 2012г. является действительным членом Европейской Академии естественных наук.

## Семья
Отец – Виктор Андреевич, окончил перед войной Ленинградский госуниверситет, по специальности –физик. Добровольцем ушел на фронт, получил тяжелое ранение, два года лежал в госпитале в блокадном Ленинграде.
Мать – Зинаида Елизаровна, по специальности – техник-стоматолог.

## Область научных исследований
Область его научных интересов простирается от вопросов динамики и управления летательными аппаратами до проектирования космических аппаратов и их систем.
Научная специализация  – проектирование космических аппаратов с электрореактивными двигателями малой тяги и оптимизация их траекторий.
В 2014г. научный коллектив получил статус ведущей научной школы Российской Федерации.
В.В.Салмин является членом нескольких диссертационных советов по защите кандидатских и докторских диссертаций, постоянно работает с аспирантами и докторантами. Под его руководством защищено десять кандидатских диссертаций и две докторские диссертации.
В.В.Салмин опубликовал более 200 научных работ по проблемам оптимального управления, баллистического проектирования, математического моделирования орбитального движения, системного анализа. Является автором и соавтором более десяти монографий и учебных пособий.

## Награды и премии
В 1995 году за большой вклад в создание космической техники удостоен почетного звания "Заслуженный деятель науки Российской Федерации".
За выдающиеся научные достижения награжден медалями Г. Лейбница, Л.Эйлера, А.Гумбольдта. Награжден медалями Федерации Космонавтики РФ имени академиков М.В. Келдыша, С.П. Королева и Первого космонавта Ю.А. Гагарина, Почетным Знаком "За заслуги перед космонавтикой".
В 2017 г. указом Президента России В.В.Салмин награжден медалью "За заслуги в освоении космоса".

## Избранная библиография
Кирилин А.Н., Ткаченко С.И., Салмин В.В. и др. Малые космические аппараты серии «АИСТ» (проектирование, испытания, эксплуатация и развитие) Самара: Самарского научного центра РАН, 2017. 348с.
Кирилин А.Н., Ахметов Р.Н., Шахматов Е.В. и др. Опытно-технологический малый космический аппарат «АИСТ-2Д» Самара: СамНЦ РАН, 2017. 324с.
Старинова О.Л., Салмин В.В., Ишков С.А. Solution methods for variational problems of low thrust space flight mechanics Hanover: European Academy of Natural Science Press, 2014. 196с.
Салмин В.В., Старинова О.Л., Четвериков А.С. и др. Проектно-баллистический анализ транспортных операций космического буксира с электроракетными двигателями при перелетах на геостационарную орбиту, орбиту спутника Луны и в точки либрации системы Земля - Луна // Космическая техника и технологии. — 2018. — № 1 (20). — С. 82-97
САЛМИН В.В., СТАРИНОВА О.Л., ВОЛОЦУЕВ В. В. и др. Оптимизация околоземных и межпланетных миссий космических аппаратов с электрореактивными двигательными установками // Труды МАИ. — 2012. — № №60.